# Fukushi Tainaka
Fukushi Tainaka (* November 1954 in Shiga) ist ein japanischer Jazzmusiker (Schlagzeug).

## Wirken
Tainaka wurde international als langjähriges Mitglied der Band von Lou Donaldson  bekannt. Seit Anfang der 1980er Jahre tourte er bis zu dreimal jährlich mit seinen eigenen Gruppen, als Mitglied des Trios der Pianistin Shizuko Yokoyama sowie mit Lou Donaldson und anderen Jazzgrößen durch Japan. Zudem arbeitete er mit Dizzy Gillespie, Bill Hardman, Woody Shaw, Arnett Cobb, Junior Cook, Kenny Garrett, Jimmy Heath, James Moody, David Fathead Newman, Frank Wess, George Benson, Randy Johnston, Benny Green, Barry Harris und Junior Mance.
In den letzten Jahrzehnten ist Tainaka auch in den meisten New Yorker Jazzclubs aufgetreten, aber auch bei den Jazzfestivals in Toronto und Montreal, bei Jazz Ascona  und weiteren großen europäischen Jazzfestivals. Er hat zwei Alben mit Lou Donaldson aufgenommen und ist auch auf dem Album My Mother von Shizuko Yokoyama zu hören, mit Dr. Lonnie Smith (Too Damn Hot!), Champian Fulton, dem Marc Devine Trio, dem Shintaro Quintet von Shintarō Nakamura sowie auf weiteren Aufnahmen.